# حرمي (همبرات)
حرمي (بالفارسية: حرمی) هي قرية تقع في إيران في قسم همبرات الريفي.